# Diocesi di Savannah
La diocesi di Savannah (in latino: Dioecesis Savannensis) è una sede della Chiesa cattolica negli Stati Uniti d'America suffraganea dell'arcidiocesi di Atlanta. Nel 2022 contava 84.000 battezzati su 2.987.000 abitanti. È retta dal vescovo Stephen Douglas Parkes.

## Territorio
La diocesi comprende le seguenti contee nella parte meridionale della Georgia, negli Stati Uniti d'America: Appling, Atkinson, Bacon, Baker, Ben Hill, Berrien, Bibb, Bleckley, Brantley, Brooks, Bryan, Bulloch, Burke, Calhoun, Camden, Candler, Charlton, Chatham, Chattahoochee, Clay, Clinch, Coffee, Colquitt, Columbia, Cook, Crawford, Crisp, Decatur, Dodge, Dooly, Dougherty, Early, Echols, Effingham, Emanuel, Evans, Glascock, Glynn, Grady, Harris, Houston, Irwin, Jeff Davis, Jefferson, Jenkins, Johnson, Jones, Lanier, Laurens, Lee, Liberty, Long, Lowndes, Macon, Marion, McIntosh, Miller, Mitchell, Montgomery, Muscogee, Peach, Pierce, Pulaski, Quitman, Randolph, Richmond, Schley, Screven, Seminole, Stewart, Sumter, Talbot, Tattnall, Taylor, Telfair, Terrell, Thomas, Tift, Toombs, Treutlen, Turner, Twiggs, Ware, Washington, Wayne, Webster, Wheeler, Wilcox, Wilkinson e Worth.
Sede vescovile è la città di Savannah, dove si trova la cattedrale di San Giovanni Battista.
Il territorio è suddiviso in 57 parrocchie.

## Storia
La diocesi di Savannah fu eretta il 19 luglio 1850 con il breve Exigit pastorale di papa Pio IX, ricavandone il territorio dalle diocesi di Charleston e di Mobile (oggi arcidiocesi); dalla prima acquisì il territorio della Georgia, mentre dalla seconda quello della Florida.
Il 9 gennaio 1857 cedette una porzione del suo territorio a vantaggio dell'erezione del vicariato apostolico della Florida (oggi diocesi di Saint Augustine).
Il 5 gennaio 1937 assunse il nome di diocesi di Savannah-Atlanta.
Il 2 luglio 1956, in forza della bolla Amplissimas Ecclesias di papa Pio XII, ha ceduto una porzione di territorio a vantaggio dell'erezione della diocesi di Atlanta (oggi arcidiocesi), e contestualmente ha ripreso l'antica denominazione.
Il 10 febbraio 1962 la diocesi, che fin dalla fondazione era suffraganea di Baltimora, entrò a far parte della provincia ecclesiastica dell'arcidiocesi di Atlanta.
La diocesi è stata coinvolta nello scandalo dell'abuso su un minore da parte di un suo ex-sacerdote. Allan Ranta Jr. ha infatti accusato Wayland Y. Brown, sacerdote della diocesi, di aver abusato di lui dal 1978 (quando aveva 10 anni) al 1983. Per evitare di andare a giudizio, nell'ottobre 2009 la diocesi ha accettato di pagare alla vittima 4,24 milioni di dollari.

## Cronotassi dei vescovi
Si omettono i periodi di sede vacante non superiori ai 2 anni o non storicamente accertati.
- Francis Xavier Gartland † (23 luglio 1850 - 20 settembre 1854 deceduto)
- John Barry † (9 gennaio 1857 - 19 novembre 1859 deceduto)
- John Marcellus Peter Augustine Verot, P.S.S. † (14 luglio 1861 - 11 marzo 1870 nominato vescovo di Saint Augustine)
- Ignazio Persico, O.F.M.Cap. † (11 marzo 1870 - 25 agosto 1872 dimesso[4])
- William Hickley Gross, C.SS.R. † (14 febbraio 1873 - 31 marzo 1885 nominato arcivescovo di Oregon City)
- Thomas Albert Andrew Becker † (26 marzo 1886 - 29 luglio 1899 deceduto)
- Benjamin Joseph Keiley † (2 aprile 1900 - 18 marzo 1922 dimesso[5])
- Michael Joseph Keyes, S.M. † (27 giugno 1922 - 23 settembre 1935 dimesso[6])
- Gerald Patrick Aloysius O'Hara † (26 novembre 1935 - 12 novembre 1959 dimesso[7])
- Thomas Joseph McDonough † (2 marzo 1960 - 1º marzo 1967 nominato arcivescovo di Louisville)
- Gerard Louis Frey † (31 maggio 1967 - 7 novembre 1972 nominato vescovo di Lafayette)
- Raymond William Lessard † (5 marzo 1973 - 7 febbraio 1995 dimesso)
- John Kevin Boland (7 febbraio 1995 - 19 luglio 2011 ritirato)
- Gregory John Hartmayer, O.F.M.Conv. (19 luglio 2011 - 5 marzo 2020 nominato arcivescovo di Atlanta)
- Stephen Douglas Parkes, dall'8 luglio 2020

## Statistiche
La diocesi nel 2022 su una popolazione di 2.987.000 persone contava 84.000 battezzati, corrispondenti al 2,8% del totale.
| anno | popolazione | popolazione | popolazione | presbiteri | presbiteri | presbiteri | presbiteri                | diaconi | religiosi | religiosi | parrocchie |
| anno | battezzati  | totale      | %           | numero     | secolari   | regolari   | battezzati per presbitero | diaconi | uomini    | donne     | parrocchie |
| ---- | ----------- | ----------- | ----------- | ---------- | ---------- | ---------- | ------------------------- | ------- | --------- | --------- | ---------- |
| 1950 | 30.922      | 3.140.620   | 1,0         | 129        | 38         | 91         | 239                       |         | 122       | 295       | 63         |
| 1966 | 33.317      | 1.790.463   | 1,9         | 84         | 38         | 46         | 396                       |         | 52        | 219       | 38         |
| 1970 | 34.960      | 1.800.000   | 1,9         | 110        | 71         | 39         | 317                       |         | 47        | 235       | 44         |
| 1976 | 38.024      | 1.600.000   | 2,4         | 95         | 61         | 34         | 400                       |         | 47        | 211       | 43         |
| 1980 | 49.546      | 1.640.000   | 3,0         | 101        | 64         | 37         | 490                       | 18      | 45        | 210       | 45         |
| 1990 | 59.730      | 2.347.285   | 2,5         | 88         | 49         | 39         | 678                       | 35      | 56        | 181       | 49         |
| 1999 | 74.800      | 2.465.277   | 3,0         | 93         | 65         | 28         | 804                       | 37      | 14        | 130       | 53         |
| 2000 | 75.400      | 2.500.000   | 3,0         | 96         | 66         | 30         | 785                       | 34      | 45        | 119       | 52         |
| 2001 | 77.500      | 2.500.000   | 3,1         | 95         | 66         | 29         | 815                       | 32      | 45        | 127       | 51         |
| 2002 | 76.000      | 2.610.432   | 2,9         | 94         | 68         | 26         | 808                       | 48      | 35        | 120       | 53         |
| 2003 | 78.533      | 2.630.062   | 3,0         | 111        | 86         | 25         | 707                       | 46      | 38        | 113       | 53         |
| 2004 | 75.987      | 2.630.062   | 2,9         | 95         | 71         | 24         | 799                       | 44      | 35        | 98        | 52         |
| 2010 | 84.500      | 2.904.000   | 2,9         | 104        | 82         | 22         | 812                       | 56      | 26        | 88        | 55         |
| 2014 | 87.600      | 2.934.000   | 3,0         | 103        | 82         | 21         | 850                       | 77      | 23        | 83        | 47         |
| 2016 | 88.822      | 2.975.851   | 3,0         | 109        | 90         | 19         | 814                       | 74      | 23        | 88        | 55         |
| 2017 | 77.055      | 2.998.000   | 2,6         | 109        | 92         | 17         | 706                       | 73      | 21        | 71        | 56         |
| 2020 | 83.390      | 2.974.680   | 2,8         | 111        | 85         | 26         | 751                       | 82      | 31        | 68        | 57         |
| 2022 | 84.000      | 2.987.000   | 2,8         | 118        | 91         | 27         | 711                       | 92      | 31        | 68        | 57         |